# Los Algarrobos (Chiriquí)
Los Algarrobos es un corregimiento del distrito de Dolega en la provincia de Chiriquí, República de Panamá. La localidad tiene 2.134 habitantes (2010). Está forma parte del área metropolitana de David.